# Lindsay Peak
Lindsay Peak är en bergstopp i Antarktis. Den ligger i Östantarktis. Nya Zeeland gör anspråk på området. Toppen på Lindsay Peak är 3 210 meter över havet.
Terrängen runt Lindsay Peak är varierad. Trakten är obefolkad. Det finns inga samhällen i närheten. 